# Naholno-Tarassiwka
Naholno-Tarassiwka (ukrainisch Нагольно-Тарасівка; russisch Нагольно-Тарасовка/Nagolno-Tarassowka) ist eine Siedlung städtischen Typs im Süden der ukrainischen Oblast Luhansk mit etwa 2000 Einwohnern.
Der Ort liegt am Fluss Naholna (Нагольна) und gehört administrativ zur Stadtgemeinde der 12 Kilometer nordwestlich liegenden Stadt Rowenky. Naholno-Tarassiwka bildet eine eigene Siedlungsratsgemeinde, zu der auch das Dorf Beresiwka (Березівка) zählt. Die Oblasthauptstadt Luhansk befindet sich 62 Kilometer nördlich des Ortes.
Naholno-Tarassiwka wurde 1775 als Sloboda unter dem Namen Nagolna-Lukowkino (Нагольна-Луковкино) gegründet, erhielt 1884 seinen heutigen Namen und wurde 1938 zu einer Siedlung städtischen Typ erhoben. Seit Sommer 2014 ist der Ort im Verlauf des Ukrainekrieges durch Separatisten der Volksrepublik Lugansk besetzt.